# Don't Bother
«Don't Bother» es una canción pop rock interpretada por la cantante y compositora colombiana Shakira, incluida originalmente en la primera edición de su quinto álbum de estudio, Oral Fixation vol. 2 (2005). Fue lanzada como primer sencillo del álbum a finales de 2005.

## Información de la canción
La canción presenta la diatriba de una mujer dejada por su novio debido a una chica que es superior a ella en casi todos los aspectos. Ella insiste en que su novio no se preocupe por haberla dejado, ya que no llorará ni morirá de decepción, en cambio, continuará con su vida. No obstante, estas palabras parecen ser sarcásticas cuando ella finalmente dice "no te molestes, sé descortés".
La canción tuvo un éxito moderado en Estados Unidos; debido a que la canción es del género rock y el mismo no era tendencia en el 2005 para ser completamente excluido por la música pop comercial y desplazando este género desde la posición 40 para atrás. También estuvo en el top 10 de varios países de todo el mundo y fue #1 en Colombia y Argentina.
Recibió certificado de Oro
En Last.fm, la red social de música en línea más importante, es su 4ª canción más escuchada

## Video musical
El video musical comienza mostrando a la pareja de Shakira llegando a casa muy temprano a la mañana (se insinúa que estuvo con otra mujer), y se acuesta en la cama. Mientras éste duerme, Shakira trata inútilmente despertarlo con sus encantos, debido al cansancio de su novio. Posteriormente, Shakira toma las llaves del auto de su novio y lo conduce hacia un desguace. Una vez allí, ella comienza a tocar el auto, y comienza a actuar muy sensualmente, pues se dice que lo que le sucede al auto le sucede a su novio, como una especie de vudú, finalmente "hace el amor" con el auto (como si se tratara de su novio), después lo coloca en un compactador para deshacerse de él. 

El vídeo de "Don't Bother" es tal vez uno de los más sensuales de Shakira - junto con el de La Tortura y Loba; el actor que interpreta al novio de Shakira aparece semidesnudo durante la mayor parte del video. Shakira, además, no solo aparece en la ducha con él de manera sugerente, sino que además Shakira se muestra muy provocativa a lo largo del video musical.

Otra escena relevante del vídeo es la aparición de Shakira tocando una guitarra rosa en el desarmadero de autos.
El auto usado en el video, es un Ford Mustang Fastback del año 1967.
En Internet plataforma VEVO tiene casi 200 millones de reproducciones. El 23 de septiembre del 2019 extrañamente el video llegó hasta 4 millones de visitas en YouTube en menos de 24 horas y se posicionó en el #7 en Tendencia a nivel mundial por 2 semanas luego de 10 años publicado en esta plataforma, lo cual logró estar de 38 millones a 83 millones en 3 semanas.

## Versiones de la canción
1. «Don´t Bother» (Álbum Versión)
2. «Don´t Bother» (Radio Edit)
3. «Don´t Bother» (Jrsnchz Radio Remix)
4. «Don´t Bother» (Jrsnchz Main Remix)
5. «Don't Bother» (Bermúdez & Harris Chocolate Binge Remix)
6. «Don't Bother» (Bermúdez & Harris Chocolate Mix Show)
7. «Don't Bother» (AFTC Main Mix)
8. «Don't Bother» (AFTC Radio Mix)

## Posicionamiento
| Listas (2005)                          | Máxima Posición |
| -------------------------------------- | --------------- |
| EE. UU. Billboard Hot 100              | 42              |
| Billboard Pop 100 de EE. UU.           | 25              |
| Billboard Hot Video de EE. UU.         | 1               |
| Billboard Pop 100 Airplay de EE. UU.   | 2               |
| Billboard Hot Digital Songs de EE. UU. | 1               |
| Billboard Top 40 Mainstream de EE. UU. | 2               |
| Argentina Top 40                       | 1               |
| Australia ARIA Singles Chart           | 3               |
| Austria Singles Chart                  | 6               |
| Alaska Top 100                         | 6               |
| Colombia Singles Chart                 | 1               |
| Finlandia Top 20                       | 4               |
| Alemania Singles Chart                 | 7               |
| Europe Hot 200                         | 7               |
| European Hot 100 Airplay               | 1               |
| Italia Singles Chart                   | 5               |
| Grecia Top 20                          | 6               |
| Holanda                                | 8               |
| Irlanda Top 20                         | 13              |
| España Hot 100 (Cadena 100)            | 1               |
| España Los 40 Principales              | 17              |
| Polonia Singles Chart                  | 3               |
| Eslovenia Top 20                       | 3               |
| Suiza Singles Chart                    | 8               |
| Reino Unido Top 40 Singles             | 6               |
| World single top oficial               | 3               |
| México Top 100                         | 1               |
| Chart Show Mundial                     | 1               |
| MCM Top 50                             | 2               |
| MCM Hit MCM                            | 1               |

## Certificaciones
| País/Continente | Proveedor | Certificación | Ventas Certificadas |
| --------------- | --------- | ------------- | ------------------- |
| Estados Unidos  | RIAA      | Oro           | 500 000             |